# جنگ انگلستان و عثمانی (۱۸۰۹-۱۸۰۷)
جنگ انگلیس و عثمانی (Anglo-Turkish War) نبردی بود که در طول جنگ‌های ناپلئونی بین سال‌های ۱۸۰۷ و ۱۸۰۹ رخ داد. در تابستان ۱۸۰۶ در جریان جنگ ائتلاف سوم (بریتانیا، روسیه، پروس، سوئد) سفیر ناپلئون ژنرال کنت سباستیانی موفق شد باب عالی (امپراتوری عثمانی) را متقاعد کند که تمام امتیازات ویژه اعطا شده به روسیه در سال ۱۸۰۵ را لغو کند و عبور از تنگه دردانل منحصر به کشتی‌های جنگی فرانسه باشد. در مقابل، ناپلئون قول داد که به سلطان عثمانی برای سرکوب شورش در صربستان و بازپس‌گیری سرزمین‌های از دست رفته عثمانی کمک کند. هنگامی که ارتش روسیه در سال ۱۸۰۶ به مولداوی و والاچیا رفت، عثمانی‌ها به روسیه اعلان جنگ دادند.
در طی عملیات دردانل در سپتامبر ۱۸۰۶، انگلیس سلطان سلیم سوم را تحت فشار قرار داد تا سفیر ناپلئون را اخراج کند، به فرانسه اعلان جنگ دهد، حکومت‌های دانوب را به روسیه واگذار کند و ناوگان عثمانی را به همراه قلعه‌های موجود در دارانل به نیروی دریایی سلطنتی بریتانیا تسلیم کند. پس از رد اولتیماتوم بریتانیا توسط سلطان سلیم سوم، یک اسکادران انگلیسی، به فرماندهی جان جانشین سر جان توماس داکورث، در فوریه ۱۸۰۷ وارد داردانل شد و یک نیروی دریایی عثمانی را در دریای مرمره منهدم کرد و در مقابل قسطنطنیه لنگر انداخت. عثمانی‌ها با کمک فرانسه استحکامات خود را تقویت کردند. طی درگیری، ناوگان دریایی انگلستان دو کشتی جنگی را از دست داد و فرمانده نیروهای بریتانیا تصمیم به عقب نشینی به سوی مدیترانه گرفت.

## لشکرکشی بریتانیا به اسکندریه
در مارس ۱۸۰۷، امپراتوری بریتانیا با پنج هزار سرباز انگلیسی به اسکندریه (مصر عثمانی) لشکرکشی کرد و آن را در ماه اوت اشغال کرد. اگرچه خدیو محمد علی پاشا مقاومت زیادی کرد ولی کمبود تجهیزات آنها را مجبور به عقب‌نشینی کرد. در سال ۱۸۰۹ دولت عثمانی معاهده داردانل را با انگلیس منعقد کرد.